# Seljuque
Seljuque (em árabe: السلاجقة; romaniz.: Seljuq) foi o líder da tribo nômade dos turcos seljúcidas durante o século XI e epônimo da dinastia seljúcida. Era pai de Micail e Arslã Israil e avô de Chagri Bei e Tugril Bei, filho de Micail.